# Vabanque (Brettspiel)
Vabanque ist ein 2001 bei Winning Moves erschienenes Brettspiel von Bruno Faidutti und Leo Colovini mit Illustrationen von Marcel-André Casasola Merkle. Die deutsche Version mit dem Untertitel „Falsches Spiel im Hinterzimmer“ wurde redaktionell vom Team Annaberg betreut.

## Ablauf
Vabanque ist ein in einem Casino angesiedeltes Spiel mit Figuren und Karten für 3 bis 6 Spieler ab 12 Jahren, bei dem das Bluffen eine bedeutende Rolle spielt.
Die Spieler versuchen, durch cleveres Legen von drei Charakterkarten und Setzen der Spielfigur möglichst viel Geld zu gewinnen. Dabei muss man stets bemüht sein zu bluffen und die Mitspieler im Ungewissen zu lassen, welchen Charakter man wo legt. Vabanque hat eine Spieldauer von rund 30 Minuten. Es existiert auch eine Online-Variante des Spiels auf Brettspielwelt.
Nicht verwechseln sollte man dieses Spiel mit dem sogenannten Vabanquespiel, welches eine hoch riskante Vorgehens- oder Verhaltensweise bezeichnet.

## Auszeichnungen
- 2002 wurde das Spiel beim Japan Boardgame Prize in der Rubrik Foreign Game for Beginners (ausländisches Spiel für Anfänger) mit dem 3. Platz ausgezeichnet.[2]